# Ratyń (województwo wielkopolskie)
Ratyń – wieś w Polsce położona w województwie wielkopolskim, w powiecie słupeckim, w gminie Lądek przy drodze wojewódzkiej 467. Wieś jest siedzibą sołectwa Ratyń.
Położona na skraju Nadwarciańskiego Parku Krajobrazowego, nad rzeką Wartą. W miejscowości znajduje się między innymi remiza Ochotniczej Straży Pożarnej, przedszkole, Szkoła Podstawowa im. Orła Białego. Na terenie wsi Ratyń działa jednostka Ochotniczej Straży Pożarnej, która została założona w 1962.
Wieś duchowna, własność opata cystersów w Lądzie pod koniec XVI wieku leżała w powiecie konińskim województwa kaliskiego. W latach 1975–1998 miejscowość administracyjnie należała do województwa konińskiego.

## Historia
Miejscowość pod zlatynizowaną nazwą villa Drethina wymieniona jest w łacińskim dokumencie wydanym w Gnieźnie w 1283 roku sygnowanym przez króla polskiego Przemysła II.
24 sierpnia 1880 w okolicy wsi nastąpił upadek meteorytu Ratyń.